# Quentin Halys
Quentin Halys (født 26. oktober 1996 i Bondy, Frankrig) er en professionel tennisspiller fra Frankrig.